# Campeonato Mundial de Ciclismo en Pista de 1969

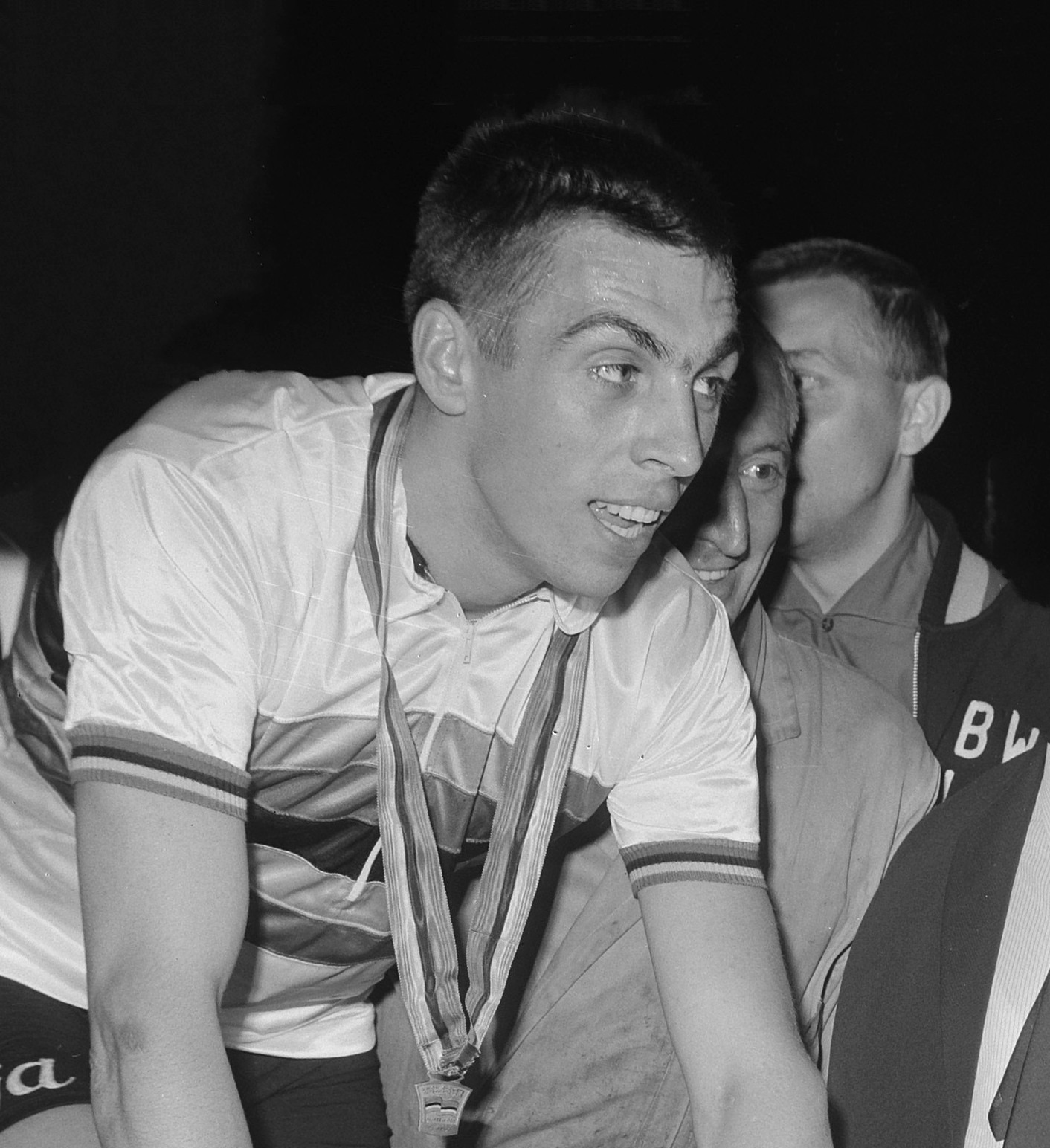
Final de profesionales de velocidad en pista del Campeonato Mundial de Ciclismo. Patrick Sercu en la bicicleta, 1967.

El LXVI Campeonato Mundial de Ciclismo en Pista se celebró en dos sedes: las competiciones para profesionales en Amberes (Bélgica) entre el 5 y el 9 de agosto y las de aficionados o amateurs en Brno (Checoslovaquia) entre el 20 y el 24 de agosto de 1969 bajo la organización de la Unión Ciclista Internacional (UCI), la Federación Belga de Ciclismo y la Federación Checoslovaca de Ciclismo.
Las competiciones se realizaron en el Sportpaleis (Amberes) y en el Velódromo de Brno. En total se disputaron 11 pruebas, 10 masculinas (3 profesionales y 6 amateur) y 2 femeninas.

## Medallistas

### Masculino profesional
| Evento                 | Oro                          | Plata                        | Bronce                     |
| ---------------------- | ---------------------------- | ---------------------------- | -------------------------- |
| Velocidad individual   | Patrick Sercu · Bélgica      | Robert Van Lancker · Bélgica | Sante Gaiardoni · Italia   |
| Persecución individual | Ferdinand Bracke · Bélgica   | Hugh Porter Reino Unido      | Peter Post · Países Bajos  |
| Medio fondo            | Jacob Oudkerk · Países Bajos | Theo Verschueren · Bélgica   | Domenico De Lillo · Italia |

### Masculinoamateur
| Evento                  | Oro                                                                   | Plata                                                                         | Bronce                                                             |
| ----------------------- | --------------------------------------------------------------------- | ----------------------------------------------------------------------------- | ------------------------------------------------------------------ |
| Velocidad individual    | Daniel Morelon Francia                                                | Omar Pjakadze URSS                                                            | Peder Pedersen Dinamarca                                           |
| Persecución individual  | Xaver Kurmann · Suiza                                                 | Bernard Darmet Francia                                                        | Daniel Rebillard Francia                                           |
| Persecución por equipos | URSS Stanislav Moskvin Vladimir Kuznetsov Viktor Bykov Serguei Kuskov | Italia · Pietro Algeri · Giacomo Bazzan · Giorgio Morbiato · Antonio Castello | Francia Claude Buchon Bernard Darmet René Grignon Daniel Rebillard |
| 1 km contrarreloj       | Gianni Sartori · Italia                                               | Janusz Kierzkowski · Polonia                                                  | Klaas Balk · Países Bajos                                          |
| Medio fondo             | Albertus Boom · Países Bajos                                          | Cees Stam · Países Bajos                                                      | Jörg Peter · Suiza                                                 |
| Tándem                  | RDA Hans-Jürgen Geschke Werner Otto                                   | RFA Jürgen Barth Rainer Müller                                                | Francia Pierre Trentin Daniel Morelon                              |

### Femenino
| Evento                 | Oro                    | Plata                   | Bronce                       |
| ---------------------- | ---------------------- | ----------------------- | ---------------------------- |
| Velocidad individual   | Galina Tsariova URSS   | Galina Yermolayeva URSS | Irina Kirichenko URSS        |
| Persecución individual | Raisa Obodovskaya URSS | Tamara Garkushina URSS  | Cornelia Hage · Países Bajos |

## Medallero
| Núm. | País         | Oro | Plata | Bronce | Total |
| ---- | ------------ | --- | ----- | ------ | ----- |
| 1    | URSS         | 3   | 3     | 1      | 7     |
| 2    | Bélgica      | 2   | 2     | 0      | 4     |
| 3    | Países Bajos | 2   | 1     | 3      | 6     |
| 4    | Francia      | 1   | 1     | 3      | 5     |
| 5    | Italia       | 1   | 1     | 2      | 4     |
| 6    | Suiza        | 1   | 0     | 1      | 2     |
| 7    | RDA          | 1   | 0     | 0      | 1     |
| 8    | Polonia      | 0   | 1     | 0      | 1     |
| 8    | Reino Unido  | 0   | 1     | 0      | 1     |
| 8    | RFA          | 0   | 1     | 0      | 1     |
| 11   | Dinamarca    | 0   | 0     | 1      | 1     |
|      | TOTAL        | 11  | 11    | 11     | 33    |